# Marmosops pinheiroi
Marmosops pinheiroi e вид опосум от семейство Didelphidae.
Видът е разпространен от делтата на Амазонка в Бразилия по протежение на районите около атлантическия бряг на континента в северозападна посока през Френска Гвиана, Гвиана и Суринам до части от източна Венецуела. Предимно наземен, нощен вид. Обитава както девствени тропически гори, така и райони залесени от човешката ръка. Храни се с плодове и насекоми.